# Valea Lespezii
Valea Lespezii – wieś w Rumunii, w okręgu Prahova, w gminie Cerașu. W 2011 roku liczyła 360 mieszkańców.